# 関市立緑ヶ丘中学校
関市立緑ヶ丘中学校（せきしりつ みどりがおかちゅうがっこう）は、岐阜県関市緑ヶ丘二丁目にある公立中学校。

## 沿革
- 1947年（昭和22年）4月 - 関町立第一中学校として開校。安桜小学校を仮校舎とする。
- 1949年（昭和24年）4月 - 関町立緑ヶ丘中学校に改称。現在地に新築移転。
  - 10月1日 - 富岡村が分割され、大平賀地区は富田村に、残りの地区は関町に編入される。これにより旧・富岡村の市平賀、月森、肥田瀬地区の生徒が転入する。
- 1950年（昭和25年）10月15日 - 関町が市制施行し関市となる。同時に関市立緑ヶ丘中学校に改称する。北校舎が完成。
- 1968年（昭和43年） - 校舎（鉄筋コンクリート造）が完成。
- 1970年（昭和45年） - 体育館が完成。
- 1971年（昭和46年） - 校舎（鉄筋コンクリート造）が完成。
- 1976年（昭和51年） - プールが完成。
- 1983年（昭和58年） - 校舎（鉄筋コンクリート造）が完成。

## 通学区域[1]
- 向西仙房
- 北仙房
- 西仙房
- 南仙房
- 東仙房
- 緑ケ丘1丁目、緑ケ丘2丁目
- 堅切北
- 堅切南
- 貸上町
- 東貸上
- 西貸上
- 南貸上
- 大坪
- 若草通1丁目、若草通2丁目
- 西本郷通1丁目、西本郷通2丁目、西本郷通3丁目
- 安桜山（9番から11番、44番、45番、126番、135番から143番まで以西）
- 安桜台
- 山ノ手1丁目、山ノ手2丁目、山ノ手3丁目
- 孫六町
- 東日吉町
- 坂下町
- 西日吉町
- 元重町
- 東桜町
- 桜本町1丁目、桜本町2丁目
- 西木戸町
- 若宮町
- 本町1丁目、本町2丁目、本町3丁目、本町4丁目、本町5丁目、本町6丁目、本町7丁目、本町8丁目
- 吐月町
- 金屋町
- 白川町
- 常盤町
- 千年町1丁目、千年町2丁目、千年町3丁目
- 小柳町
- 兼永町
- 新町
- 前町
- 富本町
- 春日町1丁目、春日町2丁目、春日町3丁目
- 南春日町
- 日ノ出町1丁目、日ノ出町2丁目
- 鍛冶町
- 平和通1丁目、平和通2丁目、平和通3丁目、平和通4丁目、平和通5丁目、平和通6丁目、平和通7丁目、平和通8丁目
- 川間町
- 緑町1丁目、緑町2丁目
- 辻井戸町
- 十軒町
- 河合町
- 貴船町
- 森西町
- 栄町1丁目、栄町2丁目、栄町3丁目、栄町4丁目、栄町5丁目
- 清蔵寺（1番から7番3）
- 力山
- 柳町
- 片倉町
- 西居敷
- 居敷町
- 宝山町
- 十六所（31番から37番、14番以東）
- 赤渕
- 一本木町
- 古屋敷
- 寺内町
- 一ツ山町
- 清水町
- 桜木町
- いろは町
- 月見町
- 朝倉町
- 豊川町
- 梅竜寺山
- 梅ケ枝町
- 南町1丁目
- 西欠ノ下
- 小瀬
- 池尻
- 広見
- 山王通1丁目、山王通2丁目
- 北福野町1丁目、北福野町2丁目
- 小瀬南1丁目、小瀬南2丁目
- 星ケ丘
- 広見北町
- 広見東町
- 池田町
- 倉知（字砂田、赤尾下、砂利洞、巣洞、藪ノ内、前山を除く）
- 段下
- 巾1丁目、巾2丁目、巾3丁目
- 新田
- 馬場出
- 東福野町
- 中福野町
- 西福野町1丁目、西福野町2丁目
- 雄飛ケ丘
- 山王通西
- 十三塚町
- 十三塚南
- 十三塚北

## 進学前小学校
- 安桜小学校通学区域のうち、稲口、前山町、倉知（字砂田、赤尾下、砂利洞、巣洞、藪ノ内、前山）を除く地域
- 瀬尻小学校
- 倉知小学校

## 交通アクセス
- 関市内巡回バス

01関板取線、03買い物循環線「緑ケ丘中学校前」バス停より徒歩約2分。